# The Human Surge
Série
The Human Surge 3
(2023)
Pour plus de détails, voir Fiche technique et Distribution.
The Human Surge (El auge del humano) est un film argentin réalisé par Eduardo Williams, sorti en 2016.

## Synopsis
Le film se compose de trois segments :
- Exe, 25 ans, se fraye un chemin à travers une inondation pour aller au supermarché où il travaille. Il se fait renvoyer. Il passe du temps avec sa famille et ses amis et travaille comme camboy.
- Un groupe d'adolescents du Mozambique gagnent également leur vie comme camboy.
- La caméra suit une fourmi dans la jungle des Philippines puis un groupe de personnes notamment une femme qui cherche à recharger son portable. Ensuite elle se rend dans une usine de tablettes tactiles à Bohol.

## Fiche technique
- Titre : The Human Surge
- Titre original : El auge del humano
- Réalisation : Eduardo Williams
- Scénario : Eduardo Williams
- Photographie : Joaquín Neira et Eduardo Williams
- Montage : Alice Furtado et Eduardo Williams
- Production : Rodrigo Areias, Violeta Bava, Victoria Marotta, Rosa Martínez Rivero, Jerónimo Quevedo et Rodrigo Teixeira
- Société de production : Ruda Cine, Un Puma, Bando à Parte, RT Features et Rádio e Televisão de Portugal (RTP)
- Pays :  Argentine,  Brésil et  Portugal
- Genre : Drame et expérimental
- Durée : 99 minutes
- Dates de sortie : 
  -  Suisse : 8 août 2016 (Festival international du film de Locarno)

## Distribution
- Sergio Morosini
- Shine Marx
- Domingos Marengula
- Irene Doliente Paña
- Chai Fonacier
- Manuel Asucan
- Rixel Manimtim

## Distinctions
Le film a été présenté dans la section Filmmakers of the Present du Festival international du film de Locarno 2016  et y a reçu le Léopard d'or et une mention spéciale dans le cadre du prix du meilleur premier film.